# Campeonato Mundial de Piragüismo en Eslalon
El Campeonato Mundial de Piragüismo en Eslalon es la máxima competición del piragüismo en eslalon. Es organizado desde 1949 por la Federación Internacional de Piragüismo (ICF, International Canoe Federation). Se realizan anualmente desde el 2002, a excepción de los años en los que hay Juegos Olímpicos.  

## Ediciones
| Núm.    | Año  | Sede                | País            |
| ------- | ---- | ------------------- | --------------- |
| I       | 1949 | Ginebra             | Suiza           |
| II      | 1951 | Steyr               | Austria         |
| III     | 1953 | Merano              | Italia          |
| IV      | 1955 | Tacen               | Yugoslavia      |
| V       | 1957 | Augsburgo           | RFA             |
| VI      | 1959 | Ginebra             | Suiza           |
| VII     | 1961 | Hainsberg           | RDA             |
| VIII    | 1963 | Spittal             | Austria         |
| IX      | 1965 | Spittal             | Austria         |
| X       | 1967 | Lipno nad Vltavou   | Checoslovaquia  |
| XI      | 1969 | Bourg-Saint-Maurice | Francia         |
| XII     | 1971 | Merano              | Italia          |
| XIII    | 1973 | Muotathal           | Suiza           |
| XIV     | 1975 | Skopie              | Yugoslavia      |
| XV      | 1977 | Spittal             | Austria         |
| XVI     | 1979 | Jonquière           | Canadá          |
| XVII    | 1981 | Bala                | Reino Unido     |
| XVIII   | 1983 | Merano              | Italia          |
| XIX     | 1985 | Augsburgo           | RFA             |
| XX      | 1987 | Bourg-Saint-Maurice | Francia         |
| XXI     | 1989 | Río Savage          | Estados Unidos  |
| XXII    | 1991 | Tacen               | Yugoslavia      |
| XXIII   | 1993 | Mezzana             | Italia          |
| XXIV    | 1995 | Nottingham          | Reino Unido     |
| XXV     | 1997 | Três Coroas         | Brasil          |
| XXVI    | 1999 | Seo de Urgel        | España          |
| XXVII   | 2002 | Bourg-Saint-Maurice | Francia         |
| XXVIII  | 2003 | Augsburgo           | Alemania        |
| XXIX    | 2005 | Penrith             | Australia       |
| XXX     | 2006 | Praga               | República Checa |
| XXXI    | 2007 | Foz do Iguaçu       | Brasil          |
| XXXII   | 2009 | Seo de Urgel        | España          |
| XXXIII  | 2010 | Liubliana           | Eslovenia       |
| XXXIV   | 2011 | Bratislava          | Eslovaquia      |
| XXXV    | 2013 | Praga               | República Checa |
| XXXVI   | 2014 | Deep Creek          | Estados Unidos  |
| XXXVII  | 2015 | Londres             | Reino Unido     |
| XXXVIII | 2017 | Pau                 | Francia         |
| XXXIX   | 2018 | Río de Janeiro      | Brasil          |
| XL      | 2019 | Seo de Urgel        | España          |
| XLI     | 2021 | Bratislava          | Eslovaquia      |
| XLII    | 2022 | Augsburgo           | Alemania        |
| XLIII   | 2023 | Londres             | Reino Unido     |
| XLIV    | 2025 | Penrith             | Australia       |
| XLV     | 2026 | Oklahoma City       | Estados Unidos  |
| XLVI    | 2027 | Seo de Urgel        | España          |

## Medallero histórico
- Actualizado a Londres 2023.

| Núm. | País            | Oro | Plata | Bronce | Total |
| ---- | --------------- | --- | ----- | ------ | ----- |
| 1    | Alemania        | 109 | 100   | 88     | 297   |
| 2    | República Checa | 68  | 74    | 65     | 207   |
| 3    | Francia         | 62  | 61    | 41     | 164   |
| 4    | Reino Unido     | 35  | 25    | 37     | 97    |
| 5    | Estados Unidos  | 25  | 23    | 20     | 68    |
| 6    | Eslovaquia      | 25  | 23    | 20     | 68    |
| 7    | Australia       | 17  | 8     | 6      | 31    |
| 8    | Austria         | 15  | 12    | 14     | 41    |
| 9    | Eslovenia       | 8   | 7     | 16     | 31    |
| 10   | Suiza           | 7   | 9     | 19     | 35    |
| 11   | Polonia         | 5   | 13    | 15     | 33    |
| 12   | Italia          | 4   | 7     | 8      | 19    |
| 13   | Yugoslavia      | 2   | 5     | 7      | 14    |
| 14   | España          | 1   | 7     | 8      | 16    |
| 15   | Brasil          | 1   | 1     | 1      | 3     |
| 16   | Canadá          | 1   | 1     | 0      | 2     |
| 17   | Países Bajos    | 0   | 2     | 1      | 3     |
| 18   | China           | 0   | 2     | 0      | 2     |
| 19   | Nueva Zelanda   | 0   | 1     | 2      | 3     |
| 19   | Croacia         | 0   | 1     | 0      | 1     |
| 21   | Rusia           | 0   | 0     | 5      | 5     |
| 22   | Andorra         | 0   | 0     | 1      | 1     |
| 22   | Argentina       | 0   | 0     | 1      | 1     |
| 22   | Marruecos       | 0   | 0     | 1      | 1     |
|      | TOTAL           | 385 | 382   | 376    | 1143  |

1. ↑  Incluye las medallas obtenidas por la RFA y la RDA entre 1949 y 1990.
2. ↑  Incluye las medallas obtenidas por Checoslovaquia.